# Coucou de Levaillant
Clamator levaillantii
Espèce
Synonymes
- Oxylophus levaillantii

Statut de conservation UICN

 LC  : Préoccupation mineure

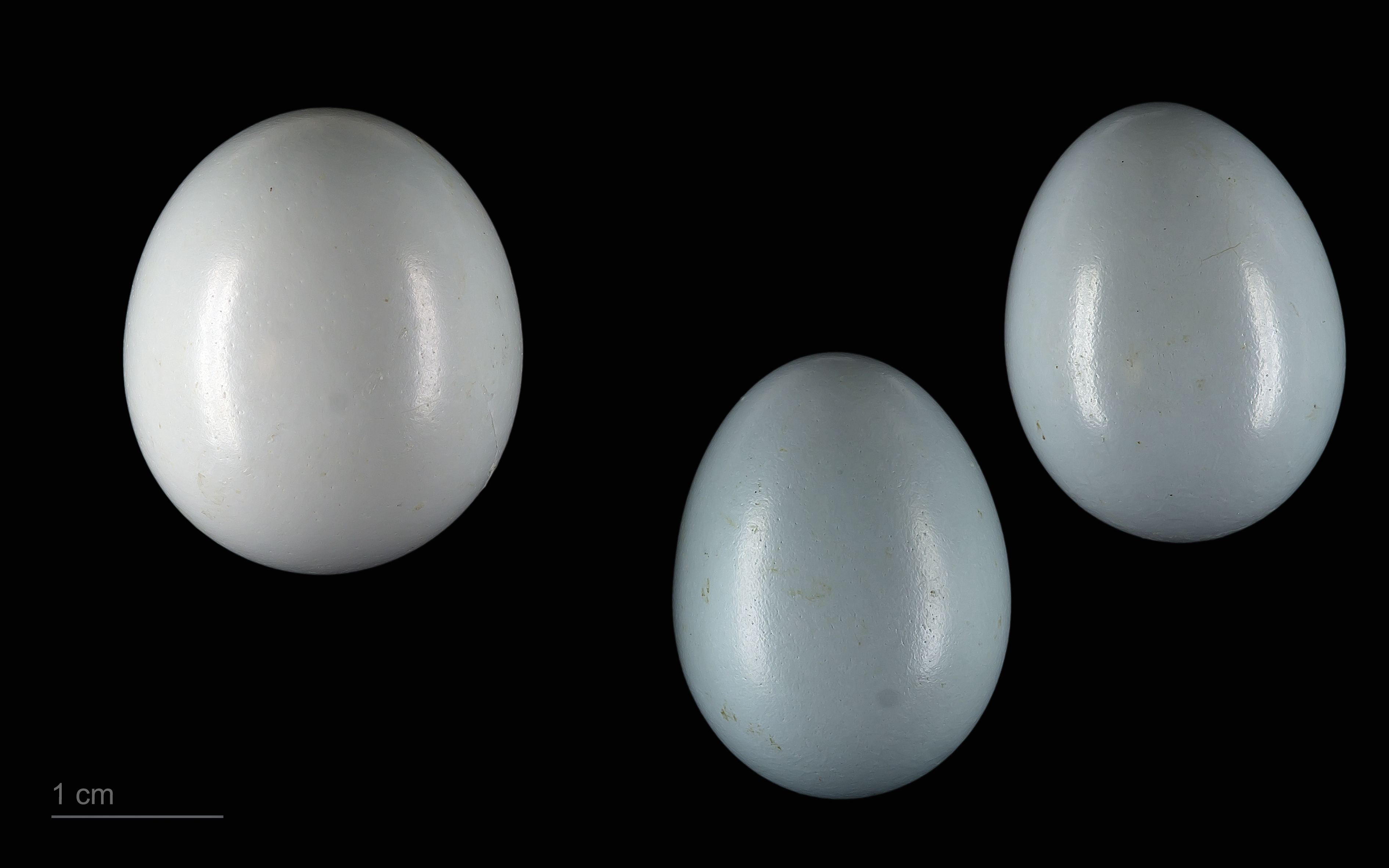
Œuf de Clamator levaillantii dans un nid de Turdoide plebejus - Muséum de Toulouse

Le Coucou de Levaillant ou Coucou de Cafrerie (Clamator levaillantii) est une espèce d'oiseaux de la famille des Cuculidae. C'est une espèce monotypique.

## Répartition
Son aire s'étend à travers l'Afrique subsaharienne (il hiverne en Afrique équatoriale).